# Enrico Mentana
Enrico Mentana (Milano, 15 gennaio 1955) è un giornalista, autore televisivo e conduttore televisivo italiano.
È stato il primo direttore del TG5, dal 13 gennaio 1992 all'11 novembre 2004. Autore e conduttore di programmi di informazione e approfondimento, dal 30 giugno 2010 è il direttore del TG LA7. Nel dicembre 2018 ha fondato il giornale online Open.

## Biografia
Enrico Mentana nasce a Milano il 15 gennaio 1955, primogenito del giornalista sportivo Francesco Mentana, detto Franco, calabrese di Bova (RC), e di Donatella Cingoli, detta Lella, marchigiana di Macerata ed ebrea. Benché battezzato cattolico, manifesterà sempre grande vicinanza al popolo ebraico. Cresciuto nel quartiere milanese del Giambellino, frequenta il liceo ginnasio Alessandro Manzoni e nel mentre aderisce dapprima al gruppo anarchico Movimento Socialista Libertario, quindi al Partito Socialista Italiano.
Diviene in seguito direttore della rivista Giovane Sinistra, organo ufficiale della Federazione Giovanile Socialista Italiana di cui è anche vicepresidente dal 1977 al 1979. Iscrittosi alla facoltà di scienze politiche dell'Università Statale di Milano, non consegue la laurea. Diviene giornalista professionista il 2 febbraio 1982.

### Gli inizi in Rai

Mentana agli esordi

Il 27 febbraio 1980 viene assunto alla Rai presso la redazione Esteri del TG1. Tra le sue telecronache, quella del matrimonio tra l'allora principe Carlo e Lady Diana Spencer. La prima intervista di rilievo è alla madre di Mehmet Ali Ağca, il terrorista turco responsabile dell'attentato a Papa Giovanni Paolo II in piazza San Pietro. Nell'azienda di viale Mazzini Mentana fa una rapida carriera che lo porta a essere prima inviato e conduttore del TG1 nell'edizione di mezza sera, poi redattore capo di Speciale TG1 al posto di Alberto La Volpe. Nel 1987 declina la richiesta di Bettino Craxi di fare da testimonial per uno spot elettorale del PSI il cui slogan recita: «Forse un garofano starebbe bene anche a voi» e tale rifiuto causa tensioni con la dirigenza Rai, all'epoca appunto in quota socialista. Il 16 gennaio 1989 viene nominato vice direttore del TG2. Dal 1990, conduce su Rai 2 il programma di attualità Altri particolari in cronaca.

### L'arrivo a Fininvest: la fondazione del TG5
Nell'autunno 1991 Mentana passa a Fininvest e nel 1992, con Lamberto Sposini, Clemente Mimun, Emilio Carelli, Cesara Buonamici e Cristina Parodi, fonda il telegiornale di Canale 5, il TG5, del quale, all'età di 37 anni, diventa direttore responsabile. Fu proprio Mentana a condurre la prima storica edizione serale, trasmessa il 13 gennaio 1992 alle 20:00.
L'audience del TG5 supera quasi sempre i sette milioni di ascoltatori, superando il TG1 della Rai in varie occasioni: la prima fu l'edizione straordinaria che annunciava l'uccisione di Giovanni Falcone, la seconda quella a seguito dell'omicidio di Paolo Borsellino e la terza ed ultima quella sul fallito attentato a Maurizio Costanzo a Roma nel 1993. Mentana diviene così in breve tempo uno dei "mezzibusti" più popolari dell'informazione televisiva italiana. Nel 1993 conduce anche il programma di attualità Diritto e rovescio e nel 1994 è moderatore nella trasmissione Braccio di ferro che vede a confronto Silvio Berlusconi, leader del Polo delle Libertà e del Polo del Buon Governo, e Achille Occhetto, leader dell'Alleanza dei Progressisti.
Sull'allontanamento di Indro Montanelli da Il Giornale, avvenuto nel gennaio 1994, Mentana prende una posizione critica dando per primo la notizia e intervistando l'illustre collega in diretta al telegiornale, il giorno stesso del suo licenziamento. Giuliano Ferrara gli risponde con un articolo su La Repubblica in cui invoca le sue dimissioni da direttore del TG5, ma Silvio Berlusconi seda la polemica confermando la stima e la fiducia nei confronti di Mentana.
Nel 1996 è moderatore nella trasmissione Testa a testa, che vede il confronto tra Silvio Berlusconi, leader del Polo per le Libertà, e Romano Prodi, leader de L'Ulivo. Ancora su Canale 5, nel 1998 conduce insieme a Maurizio Costanzo I tre tenori, una serata-tributo a Mike Bongiorno, Corrado e Raimondo Vianello, replicata l'anno dopo con Vittorio Gassman, Alberto Sordi e Monica Vitti. Sempre nel 1999, per la stessa rete, in occasione della morte di Corrado, Mentana conduce uno speciale a lui dedicato dal titolo: Solo Corrado.
Nel 2001 presenta il programma Rotocalco, dirige e conduce il TGcom – primo telegiornale realizzato su internet – e vara la rubrica del TG5 Terra!, condotta dall'inviato storico Toni Capuozzo. Sempre nella rete ammiraglia Mediaset, conduce nel 2001 vari programmi di attualità come Nel centro del mirino. In quell'anno ha anche inizio l'esperienza radiofonica con RDS: inizialmente tiene una rassegna stampa di 15 minuti all'interno di Alto Godimento, poi accetta la proposta dell'allora station manager Claudio Astorri di condurre 100 secondi con un direttore di successo, uno spazio dove, tre volte al giorno, commenta in sintesi un fatto di attualità.
L'11 novembre 2004 Mentana annuncia in diretta di essere stato sollevato dalla direzione del TG5 e sostituito da Carlo Rossella, lasciando così il telegiornale che ha fondato e diretto per quasi tredici anni; qualche giorno più tardi viene nominato direttore editoriale di Mediaset.

### L'approfondimento in seconda serata:Matrix
Alla fine del dicembre 2004 conduce in prima serata su Canale 5 uno speciale dedicato alla tragedia del maremoto dell'oceano Indiano del 2004 intitolato Dopo il maremoto. Nel 2005 realizza il primo reportage televisivo in Italia sulla giornalista fiorentina Oriana Fallaci: Oriana Fallaci - Storia di un'italiana trasmesso in prima serata su Canale 5 il 3 marzo dello stesso anno. Alla morte della scrittrice, il giornalista ha proposto la creazione di una fondazione che raccogliesse tutti i suoi scritti.
Il 5 settembre 2005 esordisce con un nuovo programma d'informazione, Matrix, da lui ideato con la collaborazione di Davide Parenti, già padre de Le Iene, e da lui condotto tre volte a settimana in seconda serata, in diretta concorrenza con Porta a Porta di Bruno Vespa. Nello stesso anno, dopo l'addio di Paolo Bonolis a causa dei bassi ascolti e di dissidi con la redazione di Sport Mediaset, conduce la trasmissione sportiva della domenica pomeriggio di Canale 5 Serie A – Il grande calcio fino alla primavera del 2006.
Nell'anno accademico 2006-2007 ricopre il ruolo di docente del Master in giornalismo presso l'Università degli studi di Milano, nella sede di Sesto San Giovanni. Nel 2008 intervista in prima serata a Matrix dapprima Walter Veltroni, candidato alla presidenza del Consiglio per il Partito Democratico e l'Italia dei Valori, e poi Silvio Berlusconi, candidato alla presidenza del Consiglio per Il Popolo della Libertà, la Lega Nord e il Movimento per le Autonomie.

### Ilcaso Eluana Englaroe l'addio a Mediaset
Verso le 22:00 del 9 febbraio 2009, poco dopo la morte di Eluana Englaro, Mentana annuncia che il giorno seguente si sarebbe dimesso dalla carica di direttore editoriale di Mediaset, in disaccordo con la rete rea di non aver cambiato il palinsesto di Canale 5 che prevedeva il programma televisivo Grande Fratello (andato regolarmente in onda) nonostante sia Matrix sia il TG5 si fossero resi disponibili ad aprire delle finestre informative durante il programma di prima serata. Malgrado Mentana fosse pronto a condurre Matrix dopo il Grande Fratello, il direttore generale dell'informazione di Mediaset, Mauro Crippa, in tarda serata accetta le sue dimissioni da direttore editoriale, cancella la puntata di Matrix prevista per la sera stessa e interrompe ogni rapporto contrattuale in essere con il giornalista, compreso quello relativo alla conduzione del programma in questione.

Due giorni dopo, tramite una lettera pubblicata dal quotidiano Libero, Mentana illustra nello specifico la vicenda. Il 13 maggio 2009 escono su Vanity Fair e di rimando su molti quotidiani le anticipazioni del nuovo libro del giornalista (Passionaccia), nel quale racconta il suo addio a Mediaset, che va oltre alla lettera a Libero nel febbraio, raccontando le difficoltà incontrate dal giornalista dopo le elezioni politiche del 2008, oltre alle critiche ricevute per aver invitato a Matrix il leader politico Antonio Di Pietro. 
(Enrico Mentana, Vanity Fair 13 maggio 2009)
Il 26 maggio 2009 il Tribunale di Roma ordina il reintegro di Mentana in Matrix, dichiarando illegittimo il licenziamento, ordinando a Mediaset di reintegrarlo nel posto di lavoro con le mansioni di realizzatore e conduttore del programma e condannando l'azienda al risarcimento del danno, quantificato in un minimo di 5 mensilità sulla base della precedente retribuzione. Il 5 giugno seguente l'azienda stessa comunica che: «Mediaset ed Enrico Mentana hanno risolto consensualmente il rapporto di lavoro».

### Corriere.it:Mentana Condicio
Durante la campagna elettorale per le elezioni regionali del 2010, a causa della decisione della Commissione parlamentare per l'indirizzo generale e la vigilanza dei servizi radiotelevisivi di sospendere tutti i talk show politici trasmessi dalla Rai, il giornalista avvia una collaborazione con il Corriere della Sera, una trasmissione sul sito web del quotidiano dal titolo: Mentana Condicio. Vietati in tv, liberi sul web. La rubrica, essendo trasmessa unicamente via web, non è soggetta alla regolamentazione sulla par condicio e così il conduttore può intervistarvi diversi esponenti politici, coadiuvato da colleghi del Corriere.

### La direzione del TG LA7
Per un anno continue voci annunciano l'arrivo del giornalista ai vertici di Sky TG24 o del TG3; quest'ultima in un primo momento viene confermata dallo stesso Mentana in un'intervista su Vanity Fair. La proposta di direzione del TG3 era arrivata infatti da parte dell'allora direttore di Rai 3 Paolo Ruffini, ma era stata ostacolata dal PD. Da martedì 15 giugno 2010 inizia a circolare la voce secondo cui Mentana sarebbe stato scelto per la direzione del TG LA7, telegiornale dell'eponimo canale televisivo di proprietà di Telecom Italia Media; alcuni siti addirittura riportano che sarebbe già stato firmato un contratto. Questa notizia viene confermata nei giorni successivi e lo stesso Mentana ne parla sulla sua pagina personale di Facebook. Il 22 giugno, attraverso il suo consueto spazio di RDS, il giornalista conferma le indiscrezioni.
La firma ufficiale ha luogo il 30 giugno e dal 2 luglio Mentana si insedia alla direzione al posto di Antonello Piroso. Dal 30 agosto 2010 torna a svolgere, a sei anni dall'ultima volta, anche il ruolo di anchorman, conducendo l'edizione delle 20 del telegiornale. In quell'occasione viene presentato anche il profondo restyling del TG LA7. Nella prima giornata della sua conduzione, gli ascolti dell'edizione delle 20:00 toccano un record: 1 489 000 spettatori per uno share del 7,3%, i livelli più alti fino ad allora mai raggiunti dal TG LA7, ma il successivo 5 settembre, con la trasmissione in diretta del discorso di Gianfranco Fini a Mirabello, gli ascolti superano la soglia del 10% con quasi due milioni di telespettatori.

Dal 30 agosto al 5 settembre 2010 il TG delle 20 viene trasmesso in diretta streaming su YouTube, proponendo per primo in Europa tale modalità di fruizione. Sempre nel 2010 Mentana fa un breve ritorno in Rai conducendo Telethon accanto a Fabrizio Frizzi, Pippo Baudo e Bruno Vespa, dal 16 al 19 dicembre. 

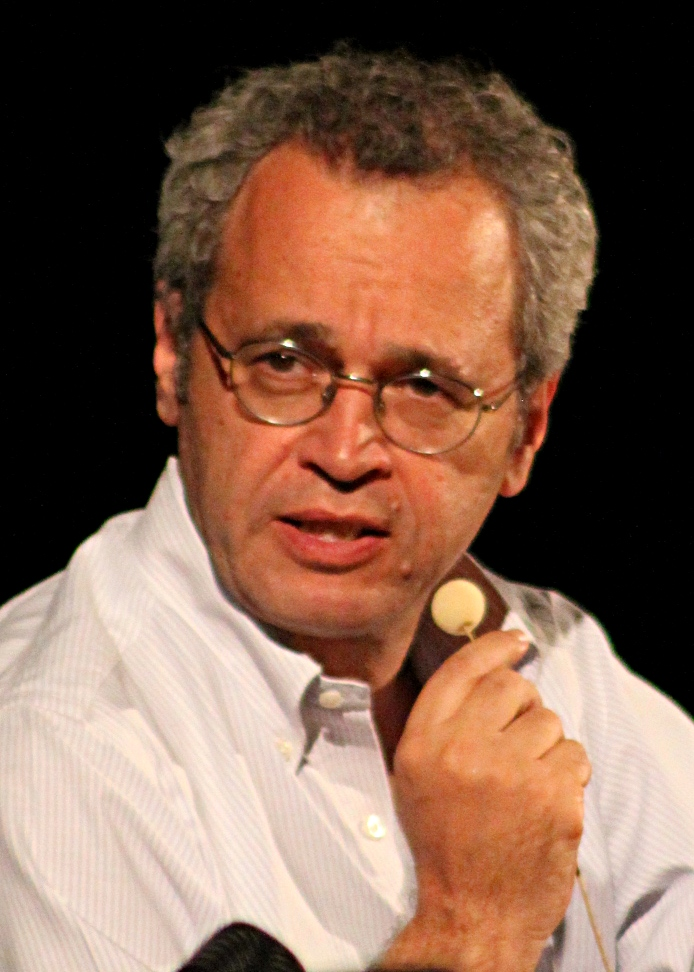
Enrico Mentana nel 2011

Dal 2 febbraio 2011 conduce la trasmissione Film evento. Dal 28 settembre 2011 conduce Bersaglio Mobile, trasmissione senza cadenza fissa, programmata solo per eventi speciali. Ospite della prima puntata per una intervista esclusiva fu Valter Lavitola.
In un comunicato stampa del 13 dicembre 2011, l'Associazione Stampa Romana, d'intesa con il comitato di redazione del TG LA7, afferma di aver dato mandato all'avvocato Bruno Del Vecchio di sporgere denuncia per comportamento antisindacale contro LA7 ed Enrico Mentana perché il direttore, così come i colleghi di altri TG, si era rifiutato di leggere il seguente comunicato, pubblicato sul sito internet dello stesso telegiornale:
()
Il 14 dicembre 2011 Mentana spiega il motivo della sua scelta sostenendo che il comunicato non aggiunge nulla alla notizia dello sciopero data il giorno prima in un servizio del TG e rassegna le sue dimissioni da direttore del TG LA7, affermando di non poter lavorare con chi lo aveva denunciato e auspicando un chiarimento con i giornalisti della testata. Nell'edizione delle 20, rispondendo a ipotesi su un suo possibile ritorno alla Rai, afferma che non accetterebbe mai la direzione di un TG Rai.
In serata, i giornalisti della testata prendono le distanze dalla denuncia reputandola sbagliata e affermando che non debba essere inoltrata. La mattina del giorno seguente Mentana ritira le dimissioni, rendendo nota la sua scelta attraverso un post nella sua pagina su Facebook nel quale si legge:

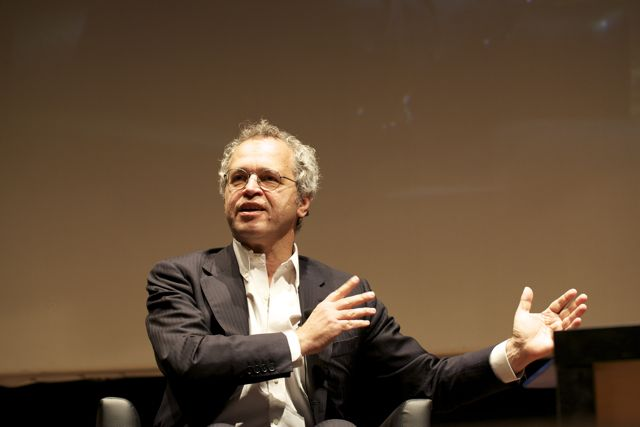
Enrico Mentana al Festival Internazionale del Giornalismo del 2012

Negli anni successivi diventa celebre per le sue maratone televisive in occasione degli Speciali del TG LA7 per importanti appuntamenti elettorali, italiani e non, tra cui le elezioni presidenziali statunitensi del 2012, 2016, 2020 e 2024, le elezioni politiche italiane del 2013, 2018 e 2022, le elezioni europee del 2014, 2019 e 2024 e l'elezione del Presidente della Repubblica nel 2022, oltre a edizioni speciali in occasione di attentati terroristici, manifestazioni e avvenimenti politici di particolare importanza.
Nell'estate del 2024 rinnova il proprio contratto come direttore del TG LA7 fino al 2026.

### Altre attività
Nel dicembre 2018 avvia una nuova iniziativa editoriale, Open, un giornale online la cui redazione è composta da venticinque giornalisti.
L'11 aprile 2019, a vent'anni dalla conduzione de I tre tenori, Maurizio Costanzo lo richiama al suo fianco a condurre una puntata del Maurizio Costanzo Show volta a riproporre il format del programma, stavolta intervistando Paolo Bonolis, Carlo Conti e Gerry Scotti.
Ad aprile 2022 Mentana dà vita a un'ulteriore iniziativa editoriale denominata Domino, una rivista mensile di geopolitica della quale è editore e direttore responsabile, con Dario Fabbri in veste di direttore editoriale.

## Vita privata
Di madre ebrea, ma battezzato cattolico come il padre, in passato Mentana ha scherzato sulla sua condizione spirituale dichiarando di avere «la doppia tessera». Oggi si professa credente pur non aderendo né all'ebraismo né al cattolicesimo; a tale riguardo ha dichiarato: «Non ci può essere un Dio giusto e un Dio sbagliato». Ha un fratello di un anno più giovane, Vittorio, fino al 2018 responsabile della comunicazione del Milan, e una sorella, Susanna.
Mentana ha quattro figli. Il primogenito Stefano, nato nel 1987 e anche lui giornalista, è figlio di Fulvia Di Giulio. Alice, che è nata nel 1992 e lo ha reso nonno per la prima volta nel 2024, è figlia di Letizia Lorenzini Delmilani. Nel 2002 il giornalista ha sposato Michela Rocco di Torrepadula, ex Miss Italia 1987, con cui ha avuto altri due figli: Giulio, nato nel 2006, e Vittoria, nata nel 2007. Dalla Rocco di Torrepadula si è separato all'inizio del 2013, senza tuttavia mai divorziare. Dal 2013 la sua compagna è la giornalista Francesca Fagnani.
È tifoso dell'Inter.

## Programmi televisivi
- TG1 (Rete 1, 1982; Rai 1, 1983-1988)
- Carnevale a Venezia (Rai 3, 1986-1987)
- Festa delle musiche d'Europa (Rai 3, 1986)
- Meeting di Rimini (Rai 3, 1986)
- Venezia - Mostra Internazionale del Cinema (Rai 3, 1986 Rai 1, 1987)
- Premio Napoli di Narrativa e Giornalismo (Rai 3, 1986-1987)
- Giornalisti Raccontano (Rai 3, 1987)
- Vertice dei Paesi industrializzati (Rai 1, 1987)
- Premio Campiello '87 (Rai 1, 1987)
- Serata di Gala - Omaggio a Venezia (Rai 1, 1987)
- Più grandi insieme (Rai 1, 1987)
- Parata commemorativa 70º anniversario Rivoluzione Sovietica (Rai 1, 1987)
- Speciale TG1 (Rai 1, 1988-1989)
- Miss Italia (Rai 1, 1988) - interviste dietro le quinte
- Tg1 - Sette (Rai 1, 1988)
- Altri particolari in cronaca (Rai 2, 1990-1991)
- TG5 (Canale 5, 1992-2004)
- Spazio 5 (Canale 5, 1992-1994)
- Diritto e Rovescio (Canale 5, 1993-1994)
- Braccio di Ferro (Canale 5, 1993-1995)
- Rotocalco (Canale 5, 1994-1995)
- Serata Speciale - La Tv al Voto (Canale 5, 1995)
- Testa a Testa (Canale 5, 1996)
- Esclusivo 5 (Canale 5, 1997-1998)
- I tre tenori (Canale 5, 1998)
- In ordine alfabetico (Canale 5, 1999)
- Solo Corrado (Canale 5, 1999)
- Terra! (Canale 5, 2000-2001)
- Nel Centro del Mirino (Canale 5, 2001)
- Dopo il maremoto (Canale 5, 2004)
- Oriana Fallaci - Storia di un'italiana (Canale 5, 2005)
- Serie A - Il grande calcio (Canale 5, 2005-2006)
- Matrix (Canale 5, 2005-2009)
- Telethon (Rai 2, 2010)
- TG LA7 (LA7, dal 2010)
- Film evento (LA7, 2011-2012)
- Speciale TG LA7 - #maratonamentana (LA7, dal 2011)
- Bersaglio mobile (LA7, dal 2011)
- Film cronaca (LA7, 2012-2014)
- Faccia a faccia (LA7, 2013)
- Sì o No (LA7, 2016, 2022)
- L'ultima parola (LA7, 2022)

## Videoclip
Nel 2019 ha partecipato al video musicale della canzone Senza pensieri di Fabio Rovazzi in trio con Loredana Bertè e J-Ax, per la regia dello stesso Fabio Rovazzi, interpretando sè stesso che conduce una surreale edizione del TG LA7.

## Opere
- Passionaccia, 1ª ed., Segrate, Rizzoli, 2009, ISBN 978-88-17-03478-4.
- Passionaccia, 2ª ed., Segrate, Rizzoli, 2010, ISBN 978-88-17-04540-7.
- Enrico Mentana e Liliana Segre, La memoria rende liberi. La vita interrotta di una bambina nella Shoah, Segrate, Rizzoli, 2015, ISBN 978-88-17-07568-8.
- Matteo Cavallaro, Giovanni Diamanti e Lorenzo Pregliasco, Una nuova Italia, prefazione di Marco Damilano, intervista ad Enrico Mentana, Roma, Castelvecchi, 2018, ISBN 978-88-3282-343-1.
- David Puente, Il grande inganno di internet. False notizie e veri complotti. Come difendersi?, prefazione di Enrico Mentana, Milano, Solferino Libri, 2019, ISBN 978-88-282-0146-5.
- Giampiero Falasca, Disoccupazione di cittadinanza. Manifesto contro il «populismo giuslavoristico», prefazione di Enrico Mentana, Roma, Edizioni Lavoro, 2021, ISBN 978-88-7313-484-8.
- Massimo Mapelli, Ad alta voce. Vita da giornalista, sul campo e dietro le quinte, prefazione di Enrico Mentana, Milano, Baldini+Castoldi, 2022, ISBN 979-12-54940-01-3.

## Premi e riconoscimenti
- 1998 - Telegatto Speciale con Esclusivo 5 (insieme a Maurizio Costanzo)
- 1999 - Premio Casalegno
- 2001 - Premio Val di Sole
- 2002 - Premio TV come miglior telegiornale con il TG5
- 2003 - Telegatto come Miglior trasmissione di informazione e cultura con il TG5
- 2004 - Premio Arte e Cultura ''La Bagnaia''
- 2008 - Riconoscimento Granzotto - Premio Estense[60]
- 2008 - Premio Radiogrolle come Migliore trasmissione di informazione per 100 secondi[61]
- 2008 - Premio Regia Televisiva nella Categoria Top Ten con Matrix
- 2008 - RadioGrolla come Migliore trasmissione di informazione con 100 secondi
- 2008 - Premio Procida-Isola di Arturo-Elsa Morante per Passionaccia[62]
- 2010 - Premio Barocco[63]
- 2010 - Premio Baldassarre Molossi categoria Direttore dell'anno[64].
- 2011 - Premio Regia Televisiva categoria Miglior Telegiornale[65].
- 2011 - GrandPrix - Pubblicità Italia categoria Direttore dell'anno[66].
- 2011 - Premio Saint-Vincent categoria Televisione[67].
- 2011 - Premio Ginestra d'oro[68]
- 2011 - Premio Biagio Agnes categoria Giornalista per la televisione[69]
- 2011 - Premio giornalistico Boccaccio - Montanelli[70]
- 2012 - Premio Internazionale giornalismo civile[71]
- 2012 - Premio Regia Televisiva categoria Miglior Telegiornale con il TG LA7
- 2013 - Premio Regia Televisiva categoria Miglior Telegiornale con il TG LA7
- 2013 - Premio Cuffie d'oro categoria Giornalista
- 2025 - Premio Burlamacco d'oro del Carnevale di Viareggio

## Filmografia
- Superfantozzi, regia di Neri Parenti (1986)
- Mia moglie è una bestia, regia di Castellano e Pipolo (1988)
- Tutti gli uomini del deficiente, regia di Paolo Costella (1999)
- R.I.S. 4 - Delitti imperfetti, regia di Pier Belloni - serie TV, episodio 4x14 (2008)
- Pecore in erba, regia di Alberto Caviglia (2015)
- Dov'è Mario?, di Corrado Guzzanti (2016)
- Sono tornato, regia di Luca Miniero (2018)
- Tolo Tolo, regia di Checco Zalone (2020)
- The Bad Guy, regia di Giancarlo Fontana e Giuseppe Stasi - serie Prime Video, episodi 1x01-1x05 (2022)

## Nella cultura di massa
Mentana viene citato nel testo della canzone del 1999 di Davide Van De Sfroos Il duello, in cui due uomini stanno per affrontarsi in un duello con le pistole e chi assiste alla scena propone di riprenderla e vendere il filmato all'allora direttore del TG5 Mentana.
Nel 2018 viene citato nella serie di fumetti Nazivegan Heidi.
È riconosciuto come inventore del neologismo "webete", nato nell'ambito di un contenzioso verbale su internet, indicativo della stupidità di alcuni "leoni da tastiera".